# Municipio de Kratka
El municipio de Kratka (en inglés: Kratka Township) es un municipio ubicado en el condado de Pennington en el estado estadounidense de Minnesota. En el año 2010 tenía una población de 131 habitantes y una densidad poblacional de 1,41 personas por km².

## Geografía
El municipio de Kratka se encuentra ubicado en las coordenadas 48°3′30″N 95°55′19″O / 48.05833, -95.92194. Según la Oficina del Censo de los Estados Unidos, el municipio tiene una superficie total de 93.17 km², de la cual 93,08 km² corresponden a tierra firme y (0,09 %) 0,09 km² es agua.

## Demografía
Según el censo de 2010, había 131 personas residiendo en el municipio de Kratka. La densidad de población era de 1,41 hab./km². De los 131 habitantes, el municipio de Kratka estaba compuesto por el 97,71 % blancos, el 1,53 % eran afroamericanos, el 0,76 % eran asiáticos. Del total de la población el 3,05 % eran hispanos o latinos de cualquier raza.